# Klerwi
Sainte Klerwi ['klervi] est la fille de saint Fragan et de sainte Gwenn, tous deux saints bretons. 
Elle avait pour frères les saints Jacut, Guéthénoc et Guénolé. En breton, ils sont nommés Jagu, Gwezheneg, Gwennolé.

## Étymologie
En Celte et gallois Klerwi signifie, : Joyau, Perle, Pierre précieuse, mais est aussi attribué au mot haer signifiant : fort.

## Fête liturgique
Klerwi est fêtée le 3 octobre ou le 21 décembre.

## Variantes
On peut trouver son nom sous les variantes :
- En Français : Clervie, Klervi, Klervie, Klerwie
- En Gallois : Creirwy
- Autres : Kreirvia, Creirva, Chreirbia.

## Légende
La légende dit que : « Une des sœurs de Saint Guénolé, chassant un jour des oies sauvages dans la cour du château de Lesguen, une de ces oies lui tira un œil de la tête et l'avala. Cet accident attrista fort son père et sa mère. Saint Guénolé, étant en oraison à son monastère, fut averti par un ange de ce qui se passait chez son père. Il s'y en alla en toute diligence, puis, les ayant consolés, empoigna l'oie, lui fendi le ventre, en tira l'œil et le remis en sa place et faisant le signe de la croix dessus, le rendit aussi clair et beau que jamais. Et Sainte Klerwi recouvra la vue ».

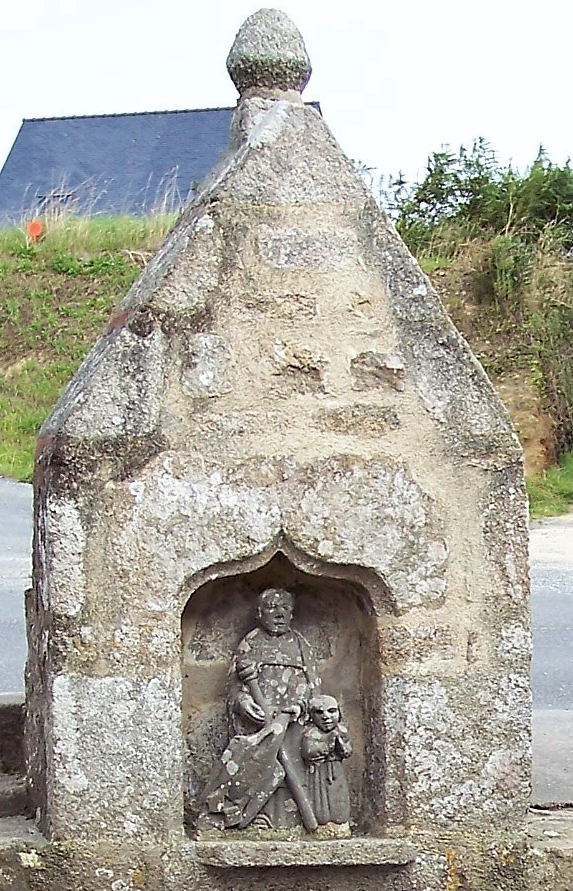
Fontaine saint Guénolé à Saint-Frégant. Elle pourrait représenter Saint Guénolé et Klerwi avec l'oie qui aurait avalé l'œil de la fillette.

Il y a aussi une représentation de Klerwi, son frère et de l’oie sur la fontaine saint Guénolé à Saint-Frégant dans le Finistère mais aussi sur les portes de l’église non loin de la fontaine.